# Willy Dullens
Willy Dullens (Sittard, 29 de enero de 1945-16 de junio de 2024) fue un futbolista neerlandés que jugó en la posición de centrocampista.

## Carrera

### Club
| Periodo   | Club           | Apariciones | Goles |
| --------- | -------------- | ----------- | ----- |
| 1963-1968 | RKSV Sittardia | 104         | 33    |
| 1968-1969 | Fortuna SC     | 14          | 1     |

### Selección nacional
Dullens jugó en cuatro ocasiones para Países Bajos, todos en 1966. Su primer partido fue en una victoria por 3-1 ante Bélgica. También jugó en la victoria por 3-0 ante Escocia y en la derrota por 1-2 ante Checoslovaquia. Dullens jugó su último partido internacional en noviembre de 1966 en una victoria por 2-0 ante Dinamarca por la clasificación para la Eurocopa 1968.

## Tras el retiro
Considerado por Johan Cruyff como uno de los más grandes talentos del fútbol en Países Bajos en los años 1960, se retiraría del fútbol en 1969 a causa de una lesión de ligamentos en la rodilla. A finales de la década de los años 1970 comenzó a acompañar a algunos jóvenes ciclistas, entre ellos estaba Michel Jacobs. En 1980 abrió una peluquería en el Haagstraat en Sittard, donde trabajó como peluquero durante 20 años.
En 2000 hizo su regreso al fútbol profesional como asesor técnico del Fortuna Sittard, trabajo que tuvo por varios años. Estuvo involucrado principalmente en la academia de formación, que fue muy elogiada por la KNVB.
Durante la temporada 2009-2010 pasó a ocupar el mismo cargo en el VVV-Venlo y pasó a formar parte de la plataforma técnica donde dio consejos sobre posibles fichajes. El 30 de junio de 2013 dejó el cargo por su propia voluntad diciendo que sentía que su papel era demasiado limitado. En julio de ese año, regresó al Fortuna Sittard en el mismo puesto y con un contrato permanente. Dullens se centró en el asesoramiento y el apoyo para el reclutamiento y entrenamiento. Además, pasó a analizar las competencias y dio consejos sobre el curso técnico a seguir. También mantuvo contactos con los patrocinadores.

## Muerte
Dullens fue diagnosticado con la enfermedad de Alzheimer en 2021. Falleció a causa de la enfermedad el 16 de junio de 2024 a los 79 años.

## Logros
- Futbolista de Año en Países Bajos en 1966.[6][7][8][9]